# Châtenois (Górna Saona)
Châtenois – miejscowość i gmina we Francji, w regionie Burgundia-Franche-Comté, w departamencie Górna Saona.
Według danych na rok 1990 gminę zamieszkiwało 108 osób, a gęstość zaludnienia wynosiła 19 osób/km² (wśród 1786 gmin Franche-Comté Châtenois plasuje się na 635. miejscu pod względem liczby ludności, natomiast pod względem powierzchni na miejscu 749.).